# Letiště Mogilev
Letiště Mogilev (bělorusky Аэрапорт Магілёў) je letiště v Bělorusku ležící na severozápadním okraji města Mogilev, podle kterého se jmenuje. V roce 1998 bylo povýšeno na mezinárodní letiště.

## Aerolinky a destinace
K březnu 2024 nelétá na letiště žádná pravidelná linka.